# 価値観
価値観（かちかん、英: sense of values）とは、何に価値があると認めるかに関する考え方。価値（善・悪、好ましいこと・好ましくないこと、といった価値）を判断するときの根底となる ものの見方。ものごとを評価・判断するときに基準とする、何にどういう価値がある（何には価値がない）、という判断。

## 概論

### 価値観の多様性と分布、変化
人々の抱いている価値観は多様である。ただし、多様ではあっても、統計的にまったくランダムに分布しているというわけではなくて、国や地域や文化圏ごとに、何らかの傾向がある。
同一地域・国でも、時代とともに価値観は変遷してゆく例は多い。
変化が速い国や地域では、親子で価値観が大きく異なるということもある。

### 価値観の形成とその現れ
価値観の形成は様々に行われる。親から教えられることもある。書物を読むことで吸収することもある。組織や共同体に属することによって継承されることもある。また、個人的な体験をきっかけにしたり、思索の積み重ねによって、独自に新たな価値観が構築されることもある。
ある人が抱く価値観は、その人の具体的な行動となり、「ライフスタイル」や「生き方」などになって現れることは多い。
心理学者のシェロム・シュワルツ（Shalom Schwartz）は、人間には普遍的な10種類（権力、成功、享楽、刺激、自律、普遍、善意、伝統、適応、安全）の基本的価値観があってそれぞれが異なる目標や動機を反映し、個人の行動や人生の選択に深く関与しているとしている。

### 価値観の共有と共同体・組織
同じ価値観を抱く人同士では、そうでない人同士に比べて、互いの行動が理解しやすいため、接近する傾向があると考えられる。そのようにして同じ価値観を共有する人々によって共同体が形成されることがある。
特に宗教的な共同体においては、顕著に価値観は共有されている。例えば、キリスト教徒の共同体、イスラム教徒の共同体、仏教徒の共同体などでは千年以上にわたり世代や時間を超えて価値観や生き方を継承し共有しつづけている、とも言える。
企業組織において、価値観は、企業風土や従業員の具体的な行動、顧客が受け取るサービスや商品のありかたにも影響し、結果として企業の存続・消滅にも影響することがある。その企業に適していて社会的にも適切な価値観を構築し、それを従業員に提示し共有してもらう、ということは経営者・リーダーの重要な仕事である、とされることも多い。
夫婦（これも一種の小さな共同体と言える）において価値観がうまく共有されているかどうかが、二人の関係に影響してくることもある。現代の欧米諸国や日本では、結婚前に互いの価値観を確認しあうということが、ごく自然な形で行われていることも多い。そのような価値観の相互確認をきわめて意識的に行うことを薦めている書籍もある。また一方で、互いの価値観を実は良く知らないまま結婚したカップルでも、結婚後に互いの価値観を認め合い、それをわかち合うことで、無事円満に夫婦でありつづける方法を紹介している本もある。

## 関連書
- 電通総研, 日本リサーチセンター『世界60カ国 価値観データブック』同友館, 2004年 ISBN 4496036649
- 増田 義郎『アジア人の価値観』亜細亜大学アジア研究所,1999年 ISBN 4900521132
- 猪口 孝, 田中 明彦『アジア・バロメーター 都市部の価値観と生活スタイル―アジア世論調査(2003)の分析と資料』明石書店, 2005年 ISBN 4750321516
- 高橋 徹『日本人の価値観・世界ランキング』中央公論新社, 2003年 ISBN 4121500814
- 日本能率協会総合研究所『日本人の価値観 データで見る30年間の変遷』生活情報センター, 2005年ISBN 4861262224
- ロバート・キサラ『信頼社会のゆくえ―価値観調査に見る日本人の自画像』ハーベスト社, 2007年ISBN 4938551934
- 山下早代子, 小川早百合『インタビュープロジェクト―日本人の価値観発見』くろしお出版, 1994年 ISBN 4874240909
- 笠原 一男『日本史における価値観の系譜』1972年 評論社, ASIN B000J9AUDO
- 森田 靖郎『カネと自由と中国人―ポスト天安門世代の価値観』PHP研究所, 2001年 ISBN 4569617247
- 李 年古『日本人には言えない中国人の価値観―中国人とつきあうための68の法則』学生社, 2006年 ISBN 4311603290
- 『アメリカの社会と価値観』英宝社,1995年 ISBN 4269160128
- 古矢旬、亀井俊介、鈴木健次『史料で読むアメリカ文化史〈5〉アメリカ的価値観の変容―一九六〇年代‐二〇世紀末』東京大学出版会, 2006年 ISBN 4130250450
- 小山内 大『現代アメリカ人に見る価値観―MBA・BMW・コンドミニアム』三修社, 2001年 ISBN 4384022913
- 林 茂雄『イスラム熱(フィーバー)―西欧的価値観からの脱却』柏書房, 1992年 ISBN 4760108920
- 細見 真也『アフリカの価値観―無文字社会の伝統思想と日本の教育』御茶の水書房, 1990年 ISBN 4275013905
- リンダ・アイヤー『子どもたちへの最高の贈り物「価値観」 - 子どもたちの幸福と将来のために今あなたが教えなければならないこと 』キングベアー出版, 2004年 ISBN 4906638287
- パム・シラー『子どもに伝えたい16の価値観』サンマーク出版, 2005年 ISBN 4763195743
- 中村 清『道徳教育論―価値観多様化時代の道徳教育』東洋館出版社, 2005年 ISBN 4491021031
- 加藤 尚武『価値観と科学/技術』岩波書店, 2001年 ISBN 4000266349